# Lepidasthenia stylolepis
Lepidasthenia stylolepis är en ringmaskart som beskrevs av Willey in Lloyd 1907. Lepidasthenia stylolepis ingår i släktet Lepidasthenia och familjen Polynoidae. Inga underarter finns listade i Catalogue of Life.